# Cat Rapes Dog
Cat Rapes Dog is een Zweedse muziekgroep die electropunk, electronic body music (EBM) en heavy metal maakt. De groep werd in 1984 gesticht door Joel Rydström en Magnus Fransson. In 1990 kwam Annelie Bertilsson erbij. De groep was de eerste Zweedse formatie die ruwe elektronica maakte.
Na enkele demouitgaven op cassette brak de groep door met ‘Columna Vertebralis’ in 1989. Hun succesrijkste album was echter ‘Moosehair Underwear’ uit 1993, dat gemixt werd in de studio Atom H, thuisbasis van Die Krupps. Zanger Rydström verliet de groep onverwacht in 1995, toen Cat Rapes Dog aan het album ‘Biodegradable’ werkte. Tijdens dit album kwam vast lid Jonas Awertoft er als gitarist bij, maar de samenwerking met de nieuwe zanger, Laszlo Hago, verliep niet naar wens. Daarop werd de groep enkele jaren stilgelegd. Uit de periode van ‘Biodegradable’ werd een extended play-plaat getiteld ‘Fuck Nature’ uitgebracht, waarop nog sommige zangpartijen van Rydström te horen vallen.
In 1998 kwam het tot een reünie, ditmaal met John Wreibo Lindqwister als nieuwe zanger, en het nieuwe album ‘The Secrets of God’. Hierop waren de zwaar vervormde stempartijen ternauwernood nog aanwezig, terwijl de gitaren nu een sterke boventoon voerden. Sedert het laatste album, ‘People as Prey’, zijn enkel nog kleinere singles uitgebracht, doch tot op heden geeft de band concerten en tournees ten beste.

## Discografie

### Albums
- 1986: Cat Rapes Dog (cassette)
- 1987: Nekronomikon (cassette)
- 1987: Property Produces Bodily Injury (cassette)
- 1989: Maximum Overdrive
- 1990: God, Guns & Gasoline
- 1991: Superluminal
- 1993: Schizophrenia
- 1993: Moosehair Underwear
- 1995: Biodegradable
- 1995: Fuck Nature
- 1995: More Than You Bargained For
- 1998: The Secrets of God
- 1999: People As Prey
- 2013: Life Was Sweet

### Singles enep’s
- 1989: Columna Vertebralis
- 1998: Down & Out
- 1990: American Dream 7"
- 1990: Chuckahomo Bridge 12"
- 1990: Fundamental 12"
- 1990: Madman / True Love 7"
- 1991: I Sometimes Wish I Was Famous (Zweeds coveralbum van Depeche Mode; Cat Rapes Dog coverde ‘Something to do’)
- 1991: The Banzai Beats
- 1991: Superluminal
- 1992: Trojan Whores
- 1993: Moosewear
- 1994: Nej till EU
- 1994: Sucking Dry
- 1995: Motörhead Tribute
- 1998: Motorman
- 1998: Workers of The World
- 2003: Miaow at the Moon